# Grover Washington Jr.
Grover Washington Jr. (11. november 1943 – 17. december 1999) var en amerikansk saxofonist.
Efter militærtjeneste sidst i 1960'erne indspillede han en serie plader i en let fusion-stil af stærkt varierende kvalitet. "Come Morning" fra 1980 er det rene pop, mens "Winelight" fra samme år er solid swingende jazz og solgte over 1 mio. eksemplarer og fik to Grammyer.

## Diskografi

### Album

#### Som leder
| År                                                                              | Album                                  | Højeste hitlisteplacering | Højeste hitlisteplacering | Højeste hitlisteplacering | Højeste hitlisteplacering | Højeste hitlisteplacering | Certificering |
| År                                                                              | Album                                  | US 200                    | US R&B                    | US Jazz                   | AUS                       | UK                        | Certificering |
| ------------------------------------------------------------------------------- | -------------------------------------- | ------------------------- | ------------------------- | ------------------------- | ------------------------- | ------------------------- | ------------- |
| 1972                                                                            | Inner City Blues                       | 62                        | 8                         | 4                         | —                         | —                         |               |
| 1972                                                                            | All the King's Horses                  | 111                       | 20                        | 1                         | —                         | —                         |               |
| 1973                                                                            | Soul Box                               | 100                       | 26                        | 1                         | —                         | —                         |               |
| 1975                                                                            | Mister Magic                           | 10                        | 1                         | 1                         | —                         | —                         |               |
| 1975                                                                            | Feels So Good                          | 10                        | 1                         | 1                         | —                         | —                         |               |
| 1976                                                                            | A Secret Place                         | 31                        | 7                         | 1                         | —                         | —                         |               |
| 1977                                                                            | Live at The Bijou                      | 11                        | 4                         | 1                         | —                         | —                         |               |
| 1978                                                                            | Reed Seed                              | 35                        | 7                         | 1                         | —                         | —                         |               |
| 1979                                                                            | Paradise                               | 24                        | 15                        | 2                         | —                         | —                         |               |
| 1980                                                                            | Skylarkin'                             | 24                        | 8                         | 1                         | —                         | —                         |               |
| 1980                                                                            | Winelight                              | 5                         | 2                         | 1                         | 35                        | 34                        | - BPI: Silver |
| 1981                                                                            | Come Morning                           | 28                        | —                         | 1                         | —                         | 98                        |               |
| 1981                                                                            | Baddest                                | 96                        | 40                        | 5                         | —                         | —                         |               |
| 1981                                                                            | Anthology                              | 149                       | 44                        | 11                        | —                         | —                         |               |
| 1982                                                                            | The Best Is Yet to Come                | 50                        | 8                         | 1                         | 100                       | —                         |               |
| 1984                                                                            | Inside Moves                           | 79                        | 21                        | 3                         | —                         | —                         |               |
| 1986                                                                            | A House Full of Love                   | 125                       | 52                        | 25                        | —                         | —                         |               |
| 1987                                                                            | Strawberry Moon                        | 66                        | 29                        | —                         | 100                       | —                         |               |
| 1988                                                                            | Then and Now                           | —                         | —                         | 2                         | —                         | —                         |               |
| 1989                                                                            | Time Out of Mind                       | —                         | 60                        | 1                         | —                         | —                         |               |
| 1992                                                                            | Next Exit                              | 149                       | 26                        | 1                         | —                         | —                         |               |
| 1994                                                                            | All My Tomorrows                       | —                         | —                         | 2                         | —                         | —                         |               |
| 1996                                                                            | Soulful Strut                          | 187                       | 45                        | 2                         | —                         | —                         |               |
| 1997                                                                            | Breath of Heaven: A Holiday Collection | —                         | —                         | 7                         | —                         | —                         |               |
| 2000                                                                            | Aria                                   | —                         | —                         | —                         | —                         | —                         |               |
| "—" denotes releases that did not chart or were not released in that territory. |                                        |                           |                           |                           |                           |                           |               |

#### Som medvirkende
| Med Eddie Henderson - Inspiration (Milestone, 1995) – rec. 1994 - Tribute to Lee Morgan (NYC Music, 1995) vMed Boogaloo Joe Jones - No Way! (Prestige, 1971) – rec. 1970 - What It Is (Prestige, 1971) Med Johnny "Hammond" Smith - What's Going On (Prestige, 1971) - Breakout (Kudu, 1971) - Wild Horses Rock Steady (Kudu, 1972) – rec. 1971 Med Leon Spencer - Sneak Preview! (Prestige, 1971) – rec. 1970 - Louisiana Slim (Prestige, 1971) | Med andre - Kathleen Battle, So Many Stars (Sony, 1995) - Kenny Burrell, Togethering (Blue Note, 1985) – recorded in 1984 - Hank Crawford, Help Me Make it Through the Night (Kudu, 1972) - Charles Earland, Living Black! (Prestige, 1971) – live recorded in 1970 - Dexter Gordon, American Classic (Elektra Musician, 1982) - Urbie Green, Señor Blues (CTI, 1977) - Masaru Imada, Blue Marine (Trio, 1982) - The Mark III Trio, Let's Ska at the Ski Lodge (Downhill, 1964) - Idris Muhammad, Power of Soul (Kudu, 1974) - Gerry Mulligan, Dragonfly (Telarc Jazz, 1995) - Don Sebesky, Giant Box (CTI, 1973) - Lonnie Smith, Mama Wailer (Kudu, 1971) - Melvin Sparks, Spark Plug (Prestige, 1971) - Urban Knights, Urban Knights I (GRP, 1995) - Mal Waldron, My Dear Family (Evidence, 1993) - Randy Weston, Blue Moses (CTI, 1972) - Bill Withers, Just the Two of Us (Columbia, 1981) |

### Singler
| År                                                                              | Single                    | Højeste hitlisteplacering | Højeste hitlisteplacering | Højeste hitlisteplacering | Certificering   |
| År                                                                              | Single                    | US Pop                    | US R&B                    | UK                        | Certificering   |
| ------------------------------------------------------------------------------- | ------------------------- | ------------------------- | ------------------------- | ------------------------- | --------------- |
| 1971                                                                            | "Inner City Blues"        | —                         | 42                        | —                         |                 |
| 1972                                                                            | "Mercy Mercy Me"          | —                         | —                         | —                         |                 |
| 1972                                                                            | "No Tears in the End"     | —                         | 49                        | —                         |                 |
| 1973                                                                            | "Masterpiece"             | —                         | —                         | —                         |                 |
| 1975                                                                            | "Mister Magic"            | 54                        | 16                        | —                         |                 |
| 1976                                                                            | "Knucklehead"             | —                         | —                         | —                         |                 |
| 1977                                                                            | "Summer Song"             | —                         | 57                        | —                         |                 |
| 1978                                                                            | "Do Dat"                  | —                         | 75                        | —                         |                 |
| 1979                                                                            | "Tell Me About It Now"    | —                         | 57                        | —                         |                 |
| 1980                                                                            | "Snake Eyes"              | —                         | 88                        | —                         |                 |
| 1980                                                                            | "Winelight"               | —                         | —                         | —                         |                 |
| 1981                                                                            | "Just the Two of Us"      | 2                         | 3                         | 34                        | - BPI: Platinum |
| 1982                                                                            | "Be Mine (Tonight)"       | 92                        | 13                        | —                         |                 |
| 1982                                                                            | "Jamming"                 | —                         | 65                        | —                         |                 |
| 1983                                                                            | "The Best Is Yet to Come" | —                         | 14                        | —                         |                 |
| 1984                                                                            | "Inside Moves"            | —                         | 79                        | —                         |                 |
| 1987                                                                            | "Summer Nights"           | —                         | 35                        | —                         |                 |
| 1989                                                                            | "Jamaica"                 | —                         | —                         | —                         |                 |
| 1990                                                                            | "Sacred Kind of Love"     | —                         | 21                        | —                         |                 |
| 1992                                                                            | "Love Like This"          | —                         | 31                        | —                         |                 |
| "—" denotes releases that did not chart or were not released in that territory. |                           |                           |                           |                           |                 |